# Conchobar Maenmaige Ua Conchobair
Conchobar Maenmaige Ua Conchobair, hijo del Rey Supremo Ruaidrí Ua Conchobair, fue Rey de Connacht de 1183 a 1189 que luchó contra los invasores normandos.

## Primeros años
Conchobar Maenmaige toma su apodo del territorio de  Trícha Máenmaige donde se crio de niño.
Conchobar era aparentemente el mayor de los al menos ocho hijos de Ruaidrí Ua Conchobair. Las primeras noticias sobre él datan de 1163 cuando su padre era ya Rey de Connacht. Niall mac Muircheartach Ua Lochlainn, hijo del Rey Supremo había cometido numerosos actos de violencia en territorios e iglesias por todo Leath Cuinn durante una celebración por la visita del heredero real.
A su llegada a Ath Luain dirigía una fuerza formada por doce escuadras a través del puente hacia Connacht, invadiendo Hy-Mamy. No obstante, "tria fheill & mheabhail" ("a través de traición y guile") "ro marbait uile lá Conchobhar Ua Ceallaigh & la Concobhar Maonmhaighe, & lá h-Uibh Máine" ("todos fueron muertos por Conchobhar Ua Ceallaigh y Conchobhar Maonmhaighe, y los Uí Maine"). Niall fue capturado "y conducido en seguridad a su casa, por consejo de su reunión."

## Guerras contra normandos e irlandeses
Se menciona nuevamente a Conchobar Maenmaige en los Anales de Úlster en 1174 en la siguiente declaración: "La batalla de Durlus [fue ganada] por Domnall Ua Briain y por Conchobur Maenmhaighi al pueblo del hijo de la emperatriz (concretamente, del rey de los sajones)." Los Anales de los Cuatro Maestros listan su presencia en La Batalla de los Connors en Hy-Many en 1180.
En 1184 el Rey de Meath, Art Ua Melaghlin, "fue asesinado a traición por Dermot O' Brien (i.e. hijo de Turlough), por instigación de los ingleses." Ruaidri apoyó a los O'Melaghlins, ya que había anexionado a Connacht muchas de las tierras medias y el sucesor de Art, Melaghlin Beg O'Melaghlin tenía el apoyo de  Conchobar. Los ejércitos de Connacht y Meath, dirigidos por ambos hombres, atacaron y destruyeron castillos en zonas ocupadas por los invasores, con el resultado de que "muchos de los ingleses fueron muertos."
En 1185 estalló la guerra entre los Príncipes de Connacht ("ríogh-dhamhna", literalmente "material de rey"), cuando tres contendientes por el trono de Connacht se atacaron mutuamente. Uno de ellos era el propio hijo de Connor, Cathal Carragh Ua Conchobair, y los otros dos Conor mac Cormac Ua Conchobar y Cathal Crobdearg Ua Conchobair. Conchobar parece haber apoyado a su padre, pero como se demostraría al año siguiente, parece haber estado también impaciente por el cambio. De todas maneras, por ahora, aunque "muchos murieron en las disputas," Ruaidrí "y su hijo hicieron las paces con los otros jefes."
Reconciliados, Conchobair y Cathal Carragh quemaron Killaloe, tanto iglesias como casas, y se llevaron todas las joyas y riquezas de los habitantes ... [abandonaron Thomond] ... destruyeron y saquearon. Conchobar mandaba sobre aliados normandos, que llegaron hasta Roscommon, donde Ruaidri les dio tres mil vacas como pago.

## Rey de Connacht
En 1186 estalló finalmente la guerra entre padre e hijo, y por las disputas entre ambos los Connacians fueron destruidos. Extensamente ... por el consejo del Sil-Murray, se permitió regresar a Ruaidri, y un trícha cét se le concedió.
Conchobar comenzó a establecer su poder de modo inmediato, sometiendo a los Uí Mainer tras matar a su rey, Murrough O Cellaig. Al año siguiente volvió a Lenister y junto con Melaghlin Beg Ua Melaghlin quemó y derribó el castillo de Kildare, donde ningún inglés escapó, sino que todos se asfixiaron o murieron de otras formas. Se llevaron sus pertrechos, armas, escudos, cotas de malla, y caballos, y mataron dos caballeros.
Dos años más tarde sería Connacht el que recibiría un golpe, cuando John de Courcy dirigió una incursión normanda en la provincia, acompañado por Conor mac Cormac. Conchobar rebeló a los caciques de Connacht, y contó con el apoyo de su primo, Donnell Mor Ua Brian, Rey de Thomond.
Mientras acampaban en Ballysadare, el Rey de Tirconnell reunió sus fuerzas para cortar el acceso aTirconnell. Obligado a retroceder, los ingleses regresaban por las montañas Curlew donde fueron atacados por el Connacians y Momonians... aquellos que sobrevivieron se retiraron con dificultad del país, sin efectuar mucha destrucción en esta incursión.

## Asesinato
Este primer éxito no consiguió repetirse, ya que en 1189 Conchobar fue asesinado en Clanconway. Los asesinos fueronManus mac Flann Ua Finaghty, Aodh mac Brian (primo suyo), Muircheartach mac Cathal mac Dermot mac Tadhg, y Giolla na Naomh Ua Mulvihill del Tuathas. Sus asesinos fueron descritos como un grupo de su propio pueblo y tribus, aunque el culpable último parece haber sido otro de los contendientes al trono de Connaucht, Connor mac Cormac. En la misma frase se le describe como rey de todo Connacht, tanto inglés como irlandés. El analista afirma:
¡Maldito el partido que creó esta conspiración contra la vida del heredero presunto al trono de Irlanda! A él se había sometido la mayor parte de Leth-Mhogha como rey. Donnell O'Brien había ido a su casa en Dunloe, donde permaneció una semana; y Ó Conor le dio sesenta vacas de cada cantred en Connacht, y diez artículos ornamentados con oro; pero Ó Brien no aceptó ninguno, salvo un caliz, que había sido propiedad de Dermot Ó Brien, su abuelo. Rory Mac Donslevy, Rey de Ulidia, había ido a su casa. Mac Carthy, Rey de Desmond, estaba en su casa, y Ó Conor le dio un gran estipendio, concretamente, cinco caballos de cada cantred en Connacht. Melaghlin Beg, rey de Tara, estaba en su casa y sacó un gran estipendio; y Ó Rourke había ido a su casa, y también se llevó un gran estipendio.

## Sucesores y descendientes
Ruaidri fue llamado una vez más para ser rey, aunque sólo brevemente y acabó sus días como monje en Cong. Cathal Carragh Connor mató a mac Cormac más tarde el mismo año en venganza de la muerte de su padre.
Cathal sería Rey de Connacht, con oposición, antes de su muerte en 1202. El vencedor definitivo fue el tío de Conchobar, Cathal Crobdearg, que fue su sucesor definitivo .
Hijos conocidos de Conchobar:
- Mathghamhain mac Conchobar Maenmaige Ua Conchobair, asesinado en 1196.
- Muirchertach Tethbhach Ua Conchobair asesinado en 1204.
- Donnchadh mac Conchobar Maenmaige Ua Conchobair asesinado en 1207.
- Tadhg mac Conchobar Maenmaige Ua Conchobair, aún vivía en 1210.
- Mael Seachlainn mac Conchobar Maenmaige Ua Conchobair muerto a manos de Manus, el hijo de Turlough O'Conor, que había tomado su casa (por la fuerza) en Cloontuskert, en 1219.
- Aodh mac Conchobar Maenmaige Ua Conchobair muerto en 1224 a su regreso de Jerusalén y el río Jordán.